# Championnat du monde de rallycross FIA 2014
Navigation
2015

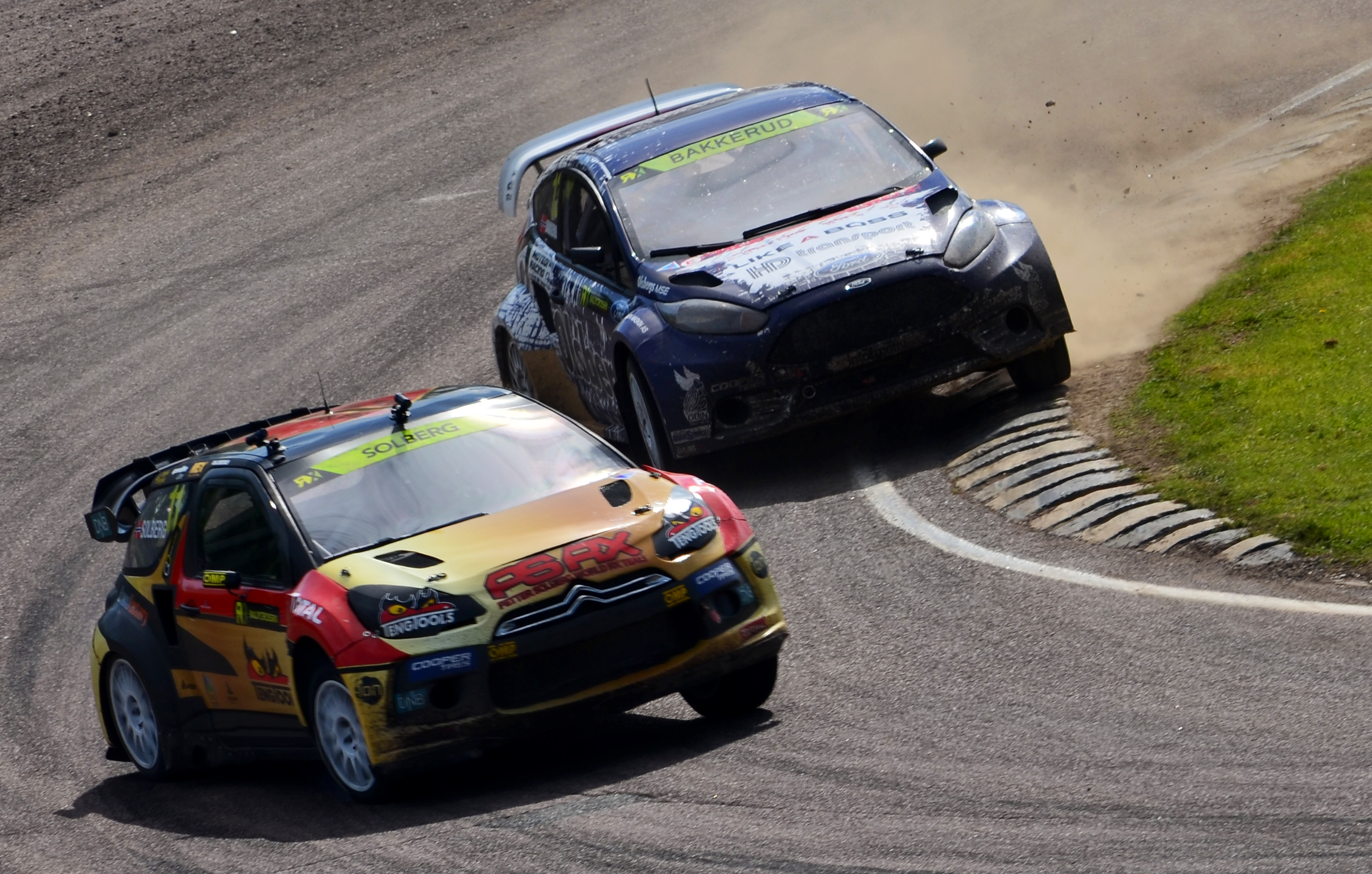
Solberg et sa RX Citroën DS3 Supercar 2014 devant Bakkerud (à Lydden Hill).

Le Championnat du monde FIA de rallycross 2014, présenté par Monster Energy, est la première édition du Championnat du Monde FIA de Rallycross. La saison se compose de douze manches et commença le 3 mai 2014 avec la manche portugaise de Montalegre. Elle s'est terminé le 23 novembre 2014, à San Luis, en Argentine.

## Voitures engagées
| Constructeurs | Équipes                      | Voitures        | No. | Pilotes             | Manches |
| ------------- | ---------------------------- | --------------- | --- | ------------------- | ------- |
| Citroën       | Monster Energy World RX Team | Citroën DS3     | 33  | Liam Doran          | 1       |
| Citroën       | Monster Energy World RX Team | Citroën DS3     | 44  | Krzysztof Skorupski | 1       |
| Citroën       | LD Motorsports World RX Team | Citroën DS3     | 66  | Derek Tohill        | 1       |
| Citroën       | PSRX                         | Citroën DS3     | 11  | Petter Solberg      | 1       |
| Citroën       | PSRX                         | Citroën DS3     | 12  | Alexander Hvaal     | 1       |
| Ford          | Ford OlsbergsMSE             | Ford Fiesta ST  | 13  | Andreas Bakkerud    | 1       |
| Ford          | Ford OlsbergsMSE             | Ford Fiesta ST  | 15  | Reinis Nitišs       | 1       |
| Ford          | Now or Never                 | Ford Fiesta     | 21  | Bohdan Ludwiczak    | 1       |
| Ford          | JJ Racing                    | Ford Focus      | 54  | Jos Jansen          | 1       |
| Peugeot       | Team Peugeot-Hansen          | Peugeot 208 T16 | 1   | Timur Timerzyanov   | 1       |
| Peugeot       | Team Peugeot-Hansen          | Peugeot 208 T16 | 3   | Timmy Hansen        | 1       |
| Peugeot       | Albatec Racing               | Peugeot 208 GTi | 25  | Jacques Villeneuve  | 1       |
| Peugeot       | Albatec Racing               | Peugeot 208 GTi | 26  | Andy Scott          | 1       |
| Volkswagen    | Marklund Motorsport          | Volkswagen Polo | 57  | Toomas Heikkinen    | 1       |
| Volkswagen    | Marklund Motorsport          | Volkswagen Polo | 92  | Anton Marklund      | 1       |

| Constructeurs | Équipes                         | Voitures            | No. | Pilotes          | Manches        |
| ------------- | ------------------------------- | ------------------- | --- | ---------------- | -------------- |
| Audi          | EKS RX                          | Audi S1             | TBA | Mattias Ekström  | TBA            |
| Audi          | EKS RX                          | Audi S1             | TBA | Pontus Tidemand  | TBA            |
| Audi          | Larsson Jernberg Motorsport     | Audi A1             | 22  | Robin Larsson    | TBA            |
| Audi          | All-Inkl.com Münnich Motorsport | Audi S3             | 77  | René Münnich     | TBA            |
| Ford          | Ford OlsbergsMSE                | Ford Fiesta ST      | TBA | Andrew Jordan    | 2              |
| Ford          | Hoonigan Racing Division        | Ford Fiesta ST RX43 | 43  | Ken Block        | 3, 8, 11       |
| Renault       | Helmia Motorsport               | Renault Clio        | TBA | Lukas Walfridson | 2–3, 5–6, 9–10 |
| Saab          | Eklund Motorsport               | Saab 9-3            | TBA | Henning Solberg  | TBA            |
| Saab          | Eklund Motorsport               | Saab 9-3            | 47  | Ramona Karlsson  | 1              |
| Škoda         | Hedströms Motorsport            | Škoda Fabia         | 8   | Peter Hedström   | TBA            |
| Škoda         | Hedströms Motorsport            | Škoda Fabia         | TBA | TBA              | TBA            |
| Volkswagen    | Marklund Motorsport             | Volkswagen Polo     | 34  | Tanner Foust     | 2, 4, 7, 11    |
| Volkswagen    | Volkswagen Dealer Team KMS      | Volkswagen Polo     | TBA | TBA              | TBA            |

## Calendrier
| Manche | Dates             | Événement                 | Circuit                            | Ville          | Pays        | Vainqueur en finale | Équipe                         |
| ------ | ----------------- | ------------------------- | ---------------------------------- | -------------- | ----------- | ------------------- | ------------------------------ |
| 1      | 3 – 4 mai         | World RX of Portugal      | Pista Automóvel de Montalegre      | Montalegre     | Portugal    | Petter Solberg      | PSRX                           |
| 2      | 24 – 25 mai       | World RX of Great Britain | Lydden Hill Race Circuit           | Wootton        | Royaume-Uni | Andreas Bakkerud    | Ford OlsbergsMSE               |
| 3      | 14 – 15 juin      | World RX of Norway        | Lånkebanen                         | Hell           | Norvège     | Reinis Nitišs       | Ford OlsbergsMSE               |
| 4      | 28 – 29 juin      | World RX of Finland       | Tykkimäen Moottorirata             | Kouvola        | Finlande    | Tanner Foust        | Volkswagen Marklund Motorsport |
| 5      | 5 – 6 juillet     | World RX of Sweden        | Höljesbanan                        | Höljes         | Suède       | Mattias Ekstrom     | EKS RX                         |
| 6      | 12 – 13 juillet   | World RX of Belgium       | Circuit Jules Tacheny Mettet       | Mettet         | Belgique    | Toomas Heikkinen    | Volkswagen Marklund Motorsport |
| 7      | 7 – 8 août        | World RX of Canada        | Circuit Trois-Rivières             | Trois-Rivières | Canada      | Petter Solberg      | PSRX                           |
| 8      | 6 – 7 septembre   | World RX of France        | Circuit de Lohéac                  | Lohéac         | France      | Petter Solberg      | PSRX                           |
| 9      | 23 – 24 septembre | World RX of Germany       | Estering                           | Buxtehude      | Allemagne   | Petter Solberg      | PSRX                           |
| 10     | 27 – 28 septembre | World RX of Italy         | Franciacorta International Circuit | Castrezzato    | Italie      | Timmy Hansen        | Team Peugeot-Hansen            |
| 11     | 11 – 12 octobre   | World RX of Turkey        | Otodrom Istanbul Park              | Istanbul       | Turquie     | Andreas Bakkerud    | Ford OlsbergsMSE               |
| 12     | 22 – 23 novembre  | World RX of Argentina     | Circuito Rosendo Hernández         | San Luis       | Argentine   | Petter Solberg      | PSRX                           |

Les neuf épreuves courues en Europe comptent pour le championnat d'Europe (ERX) :
- Événement FIA ERX (avec Supercars)
- Événement FIA ERX (sans Supercars)

## Classement général

### Attribution des points
| Système de points | Position | Position | Position | Position | Position | Position | Position | Position | Position | Position | Position | Position | Position | Position | Position | Position |
| Système de points | 1er      | 2e       | 3e       | 4e       | 5e       | 6e       | 7e       | 8e       | 9e       | 10e      | 11e      | 12e      | 13e      | 14e      | 15e      | 16e      |
| ----------------- | -------- | -------- | -------- | -------- | -------- | -------- | -------- | -------- | -------- | -------- | -------- | -------- | -------- | -------- | -------- | -------- |
| Séries            | 16       | 15       | 14       | 13       | 12       | 11       | 10       | 9        | 8        | 7        | 6        | 5        | 4        | 3        | 2        | 1        |
| Demi-finales      | 6        | 5        | 4        | 3        | 2        | 1        |          |          |          |          |          |          |          |          |          |          |
| Finale            | 8        | 5        | 4        | 3        | 2        | 1        |          |          |          |          |          |          |          |          |          |          |

### Championnat pilotes
| Pos. | Pilotes           | POR     | GBR     | NOR     | FIN     | SWE     | BEL     | CAN     | FRA     | GER     | ITA     | TUR     | ARG     | Points           |
| ---- | ----------------- | ------- | ------- | ------- | ------- | ------- | ------- | ------- | ------- | ------- | ------- | ------- | ------- | ---------------- |
| 1    | Petter Solberg    | 18+6+15 | 61+4+12 | 25+6+14 | 74+7    | 34+4+15 | 43+6+13 | 18+6+16 | 18+6+15 | 18+6+12 | 34+5+14 | 61+4+10 | 18+6+16 | 267 Pénalité -15 |
| 2    | Toomas Heikkinen  | 43+5+13 | 43+6+14 | 73+13   | 73+11   | 73+11   | 18+5+16 | 52+4+12 | 83+8    | 52+4+9  | 92+12   | 34+6+15 | 52+5+13 | 221              |
| 3    | Reinis Nitišs     | 34+6+14 | 76+13   | 18+6+16 | 34+6+14 | 43+5+8  | 92+8    | 43+4+4  | 25+5+13 | 161     | 73+7    | 73+12   | 25+6+15 | 210              |
| 4    | Timmy Hansen      | 93+11   | 136     | 61+5+12 | 83+8    | 102+9   | 25+4+10 | 120+14  | 34+5+16 | 61+4+14 | 18+6+16 | 25+6+16 | 43+4+11 | 199 Pénalité -15 |
| 5    | Andreas Bakkerud  | 25+5+10 | 18+5+16 | 102+6   | 25+5+16 | 25+5+7  | 300     | 73+11   | 73+9    | 83+6    | 61+5+5  | 18+5+14 | 61+5+14 | 193              |
| 6    | Anton Marklund    | 52+4+12 | 83+5    | 83+11   | 52+5+15 | 143     | 52+4+15 | 25+6+15 | 92+10   | 170     | 111+13  | 43+5+13 | 73+10   | 173              |
| 7    | Timur Timerzyanov | 73+16   | 290     | 43+5+15 | 121+6   | 92+14   | 83+9    | 34+5+8  | 61+4+12 | 111+16  | 43+6+11 | 182+6   | 81+9    | 152 Pénalité -15 |
| 8    | Pontus Tidemand   | -       | -       | 134     | 134     | 83+10   | 61+5+11 | -       | 52+6+14 | 43+5+10 | 134     | -       | -       | 84               |
| 9    | Robin Larsson     | -       | 25+5+15 | 200     | -       | 340     | 73+12   | -       | -       | 34+6+13 | 121+10  | -       | -       | 76               |
| 10   | Mattias Ekström   | -       | -       | 190     | -       | 18+6+16 | -       | -       | -       | 25+5+15 | -       | -       | -       | 55               |
| 11   | Henning Solberg   | -       |         |         |         |         |         |         |         |         |         |         |         | 55 Pénalité -15  |
| ...  |                   |         |         |         |         |         |         |         |         |         |         |         |         |                  |

### Championnat équipes
| Pos. | Équipes                 | No. | POR | GBR | NOR | FIN | SWE | BEL | CAN | FRA | GER | ITA | TUR | ARG | Points |
| ---- | ----------------------- | --- | --- | --- | --- | --- | --- | --- | --- | --- | --- | --- | --- | --- | ------ |
| 1    | Ford Olsbergs MSE       | 13  | 2   | 1   | 12  | 2   | 2   | 30  | 8   | 9   | 11  | 6   | 1   | 6   | 409    |
| 1    | Ford Olsbergs MSE       | 15  | 3   | 7   | 1   | 3   | 4   | 9   | 4   | 2   | 16  | 11  | 7   | 2   | 409    |
| 2    | Marklund Motorsport     | 57  | 4   | 4   | 8   | 7   | 8   | 1   | 5   | 10  | 5   | 8   | 3   | 5   | 394    |
| 2    | Marklund Motorsport     | 92  | 5   | 12  | 9   | 5   | 14  | 5   | 2   | 8   | 17  | 6   | 4   | 7   | 394    |
| 3    | Team Peugeot-Hansen     | 1   | 7   | 29  | 4   | 11  | 7   | 8   | 3   | 6   | 7   | 4   | 8   | 8   | 351    |
| 3    | Team Peugeot-Hansen     | 3   | 8   | 11  | 6   | 9   | 11  | 2   | 7   | 3   | 6   | 1   | 2   | 4   | 351    |
| 4    | PSRX                    | 11  | 1   | 6   | 2   | 10  | 3   | 4   | 1   | 1   | 1   | 3   | 6   | 1   | 281    |
| 4    | PSRX                    | 12  | 9   | 17  | 23  | 14  | 15  |     |     |     |     |     |     |     | 281    |
| 4    | PSRX                    | 97  |     |     |     |     |     |     | 17  |     |     |     |     |     | 281    |
| 5    | Monster Energy World RX | 27  |     |     |     |     | 23  | 11  | 10  |     |     |     |     |     | 83     |
| 5    | Monster Energy World RX | 33  | 19  | 20  | 7   | 12  | 5   | 10  |     |     |     |     |     |     | 83     |
| 5    | Monster Energy World RX | 44  | 18  | 27  | 19  | 4   |     |     |     |     |     |     |     |     | 83     |
| 5    | Monster Energy World RX | 88  |     |     |     |     |     |     | 11  |     |     | 9   |     |     | 83     |
| 6    | Albatec Racing          | 25  | 13  | 10  |     |     |     | 21  | 16  |     |     | 18  |     |     | 25     |
| 6    | Albatec Racing          | 26  | 17  |     | 15  | 16  | 17  | 15  | 12  |     |     | 24  |     |     | 25     |
| 6    | Albatec Racing          | 27  |     | 25  |     |     |     |     |     |     |     | 15  |     |     | 25     |